# Carmen de Areco (partido)
Carmen de Areco är en partido i Argentina. Den ligger i provinsen Buenos Aires, i den centrala delen av landet, 140 km väster om huvudstaden Buenos Aires. Antalet invånare är 13 992.
Trakten runt Carmen de Areco består till största delen av jordbruksmark. Runt Carmen de Areco är det glesbefolkat, med 14 invånare per kvadratkilometer.